# Radicalesbians
Las radicalesbians fueron varias organizaciones lesbofeministas fundadas en el período de activismo LGBT posterior a  los disturbios de Stonewall. El primero y más conocido de estos grupos, se creó en la ciudad de Nueva York y duró poco, aunque su impacto no lo fue: el manifiesto que el grupo distribuyó durante su protesta, titulado The Woman-Identified Woman (La mujer identificada como mujer), llegó a ser conocido como uno de los documentos fundacionales del feminismo lésbico.
Después, surgieron otros grupos conocidos como "Radicalesbianos" en otros lugares. Las lesbianas radicales de Filadelfia estaban explícitamente conectadas con el grupo de la ciudad de Nueva York y algunas de sus miembros se superponían. Sin embargo, en la década de 1970 también se formó otro grupo de lesbianas radicales en Australia, sin relación con los grupos estadounidenses, pero motivado por preocupaciones similares de misoginia y homofobia.

## Contexto histórico
En la década de 1960, tanto los movimientos de liberación de las mujeres como los de liberación gay en Estados Unidos estaban acumulando niveles cada vez mayores de apoyo. Sin embargo, algunas mujeres lesbianas de esa época se sentían excluidas de ambos movimientos.
En respuesta a la misoginia de las organizaciones de liberación gay como el Frente de Liberación Gay de la ciudad de Nueva York, las lesbianas comenzaron a formar sus propios grupos distintivos. También realizaron sus propios eventos, comenzando con su primer baile de mujeres el 3 de abril de 1970. De manera similar, las mujeres lesbianas a menudo se encontraban al margen de los grupos de mujeres debido a su sexualidad. Este problema se vio exacerbado por los comentarios de Betty Friedan, entonces líder de la Organización Nacional de Mujeres, quien se refirió a las lesbianas como una "amenaza lavanda" para el movimiento de mujeres en 1969. Luego, en marzo de 1970, el artículo de Susan Brownmiller "La hermandad es poderosa" (publicado en The New York Times ) se refirió a las lesbianas como un «arenque ahumado». Si bien el comentario de Brownmiller desde entonces se ha caracterizado como su "intento de hacer una broma y disociarse de las opiniones de Friedan", estaba claro que "algunos activistas no vieron el humor en él, y en cambio lo vieron como un comentario sobre las lesbianas". "Insignificancia en la marcha hacia los derechos de las mujeres".
En la ciudad de Nueva York, la frustración que algunas mujeres lesbianas sintieron en ese momento llevó a un grupo de mujeres a decidir que era hora de actuar y formaron un grupo temporal para protestar contra el Segundo Congreso para Unir a las Mujeres el 1 de mayo de 1970.

### Segundo Congreso para Unir a las Mujeres

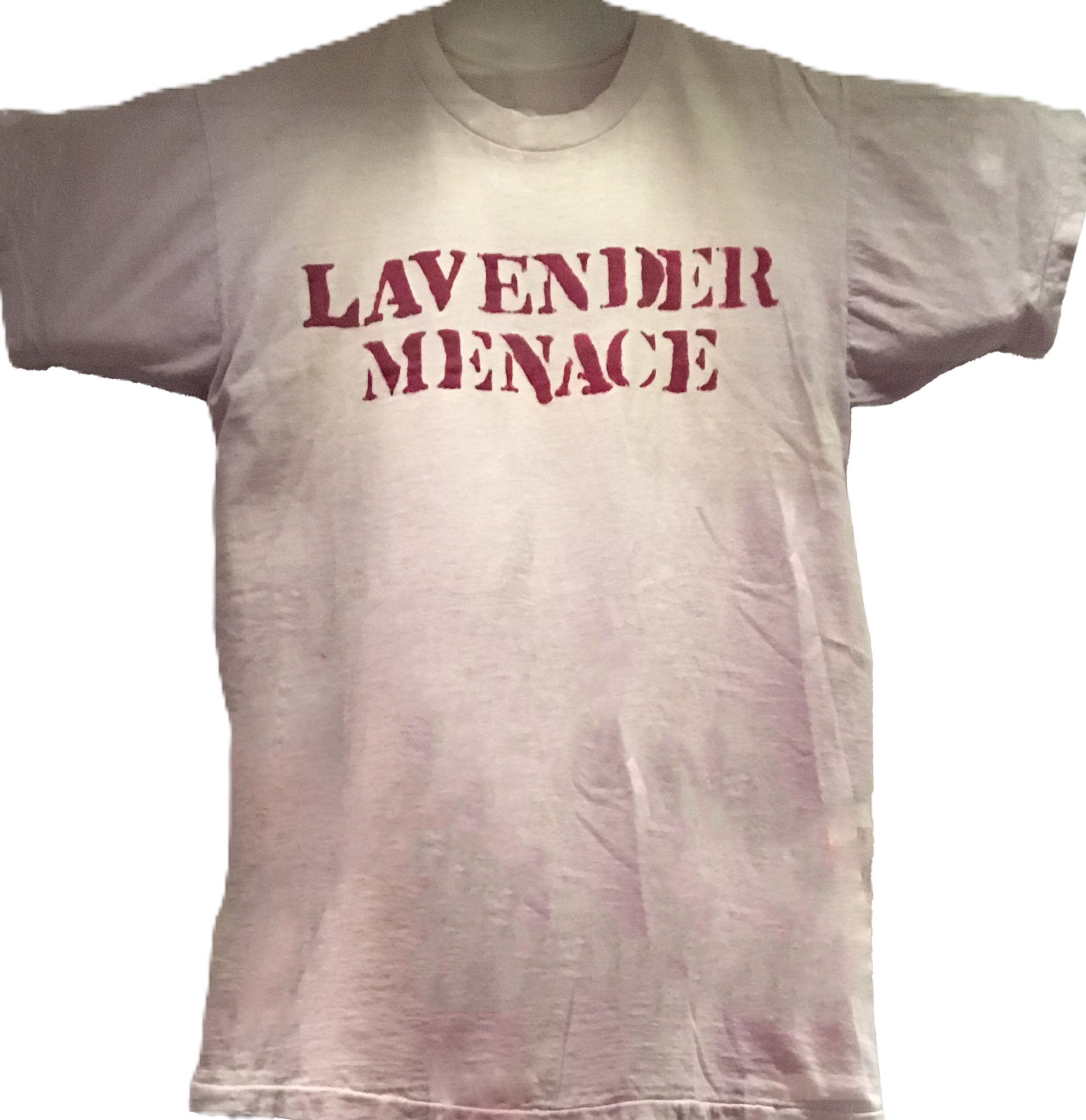
Una camiseta "Lavender Menace" de la protesta de Nueva York (donada a Lesbian Herstory Archives en Brooklyn, Nueva York).

Alrededor de las 7 de la tarde, durante la sesión inaugural de la conferencia (dirigida por la autora Kate Millett), las mujeres comenzaron su zap. Un boletín después del evento recordó: "Las luces se apagaron, la gente escuchó correr, risas, un grito rebelde aquí y allá, y cuando las luces se volvieron a encender, esas mismas 300 mujeres se encontraron en manos de LAVENDER MENACE".

## Estados Unidos
Los capítulos de lesbianas radicales con sede en Estados Unidos continuaron organizándose a favor del feminismo lésbico después de la acción de mayo de 1970.

### Grupo de la ciudad de Nueva York
Las organizadoras de la protesta de Nueva York comenzaron a organizar grupos de concienciación para mujeres de todas las sexualidades. También adoptaron un nombre, abandonando su etiqueta anterior de "Mujeres del Frente de Liberación Gay". y "Lavender Menace" (el título de su manifestación). Primero experimentaron con el nombre Lesbian Liberation, luego adoptaron su nombre más conocido, Radicalesbians.

#### Miembros conocidas
No existe una lista completa de las mujeres miembros de NYC Radicalesbians, pero muchas de ellas han escrito sobre su participación y, por lo tanto, han hecho públicas sus conexiones.
- Arlene Kushner
- Marcha de Artemisa
- Bárbara Amor
- Cynthia Funk
- Ellen Broidy
- Ellen Shumsky
- Karla jay
- Luisa Hart
- Marta Shelley
- Michela Griffon
- Rita Mae Brown

#### Disolución del grupo de Nueva York
En un esfuerzo por evitar "jerarquías de liderazgo" injustas y patriarcales que permitirían a las mujeres individuales ejercer una influencia indebida en el grupo, el grupo adoptó un sistema de lotes que garantizaba que las responsabilidades se distribuyeran, permitiendo que todas las mujeres participaran en cada rol. Aunque este método mostró cierta promesa, con el tiempo, algunas mujeres asumieron rutinariamente roles de liderazgo de manera no oficial debido a su percepción de conocimientos o experiencia. Esto llevó a que algunas mujeres sintieran que no podían participar en igualdad de condiciones.
Otras mujeres criticaron al grupo por la falta de acción directa. Quienes buscaban un papel más activo en el movimiento feminista lésbico acabaron por empezar a buscar otros lugares.

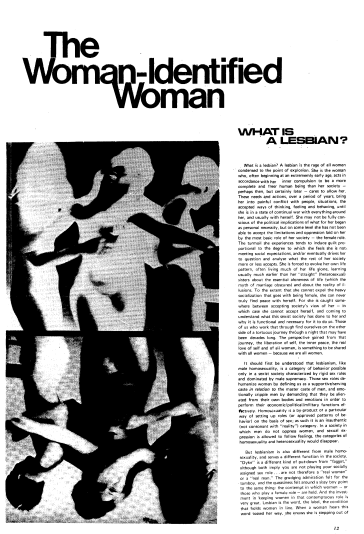
El manifiesto de las radicalesbians, reimpreso en el [https://outhistory.org/files/original/f6d46c5d90761e3a66edcd4fe32a6785.pdf boletín del Frente de Liberación Gay de junio/julio de 1970.

#### Legado
El Congreso donde las mujeres realizaron su protesta inicial fue en Manhattan, en el edificio conocido hoy como Escuela Laboratorio de Estudios Colaborativos de la Ciudad de Nueva York; el sitio es reconocido por el Proyecto de Sitios Históricos LGBT de la Ciudad de Nueva York como un lugar histórico.
Su manifiesto, "La mujer identificada como mujer", proporcionó una nueva forma de discutir el lesbianismo que divergía de las definiciones patologizantes de la psicología de la época.

### Filadelfia
En Filadelfia, Pensilvania, otro grupo de lesbianas radicales surgió en 1971. Algunas de las mujeres de este capítulo tuvieron experiencias en el capítulo de Nueva York y, por lo tanto, querían evitar los problemas que llevaron a la disolución del grupo de Nueva York. Las lesbianas radicales de Filadelfia "se centraron en las conexiones significativas entre mujeres en grupos de concienciación y pequeñas acciones directas", tratando de mantener un mayor sentido de comunidad que el que existía en su contraparte de Nueva York.

## Australia
En la década de 1970, las tensiones entre las mujeres lesbianas y el movimiento dominante por los derechos de los homosexuales, similares a las de Estados Unidos, estaban aumentando en Australia. En 1972, las mujeres lesbianas estaban formando sus propios grupos, separados de los grupos mixtos.

### La Conferencia de Sorrento (1973)
En julio de 1973, las feministas lesbianas australianas celebraron su primera conferencia, apodada "Conferencia de Sorrento", ya que se celebró en la Whitehall Guest House en Sorrento, Australia. Esta conferencia inicial permitió a las lesbianas feministas de Australia su primer esfuerzo organizado para definir "qué es una lesbiana, qué podría ser y qué podríamos hacer al respecto".